# Arrest Irène Vlassopoulou
Het arrest Irène Vlassopoulou is een uitspraak van het Europees Hof van Justitie van 7 mei 1991 (zaak C-340/89),
inzake:
- de vrijheid van vestiging van een Grieks advocate in Duitsland,
- erkenning van diploma's in het ontvangende land.

## Casus en procesverloop
Irène Vlassopoulou was in Griekenland als advocate ingeschreven.
Naast haar Griekse diploma's had ze in Tübingen het diploma van doctor in de rechtsgeleerdheid behaald. Ze werkte vanaf 1983 bij een Duits advocatenkantoor in Mannheim. Op 13 mei 1988 verzocht Vlassopoulou het bevoegde ministerie om toelating tot de balie. Dit verzoek werd afgewezen. Het Ehrengerichtshof (raad van orde van advocaten) heeft haar verzoek om een rechterlijke beslissing afwezen. Zij stelde daarop beroep in bij het Bundesgerichtshof. Deze rechter heeft het Hof van Justitie verzocht om een prejudiciële beslissing.

## Rechtsvraag
Is een dergelijke gang van zaken in strijd met artikel 52 EEG-verdrag? (Ja.)

Is het in strijd met de vrijheid van vestiging in de zin van artikel 52 EEG-verdrag, wanneer een onderdaan van de Gemeenschap, die reeds in zijn land van herkomst als advocaat is toegelaten en werkzaam is, en die in het land van vestiging sinds vijf jaar als raadsman is toegelaten en tevens bij een aldaar gevestigd advocatenkantoor werkzaam is, enkel overeenkomstig de wettelijke regels van het land van vestiging tot de advocatuur in dat land wordt toegelaten?

## Uitspraak Hof
Artikel 52 EEG-verdrag moet aldus worden uitgelegd, 

dat de nationale autoriteiten van een Lid-Staat, bij wie een vergunning tot het uitoefenen van het beroep van advocaat wordt aangevraagd door een gemeenschapsonderdaan die in zijn land van herkomst reeds tot de uitoefening van dat beroep is toegelaten en in genoemde Lid-Staat reeds als rechtskundig adviseur werkzaam is, dienen te onderzoeken in hoeverre de uit het door de belanghebbende in zijn land van herkomst behaalde diploma blijkende kennis en bekwaamheden overeenkomen met die welke door de wettelijke regeling van het gastland worden vereist; indien die diploma's slechts gedeeltelijk overeenkomen, kunnen bedoelde nationale autoriteiten van de betrokkene het bewijs verlangen, dat hij de ontbrekende kennis en bekwaamheden heeft verworven.

## Tot besluit
De casus handelt over vrijheid van vestiging en niet over het vrije verkeer van diensten.
In het laatste geval gaat het om diensten die vanuit een andere lidstaat worden aangeboden.
Zie het arrest Gebhard (1995).